# José Díaz Izquierdo
José Díonicio Izquierdo fue un futbolista y médico mexicano. Jose Izquierdo, fue uno de los primeros representantes de la selección de fútbol de México, donde jugó los partidos contra Guatemala, marcando 2 goles, junto a sus compañeros Adeodato López, Mauro Guadarrama, Horacio Ortíz y Carlos Garcés.

## Selección mexicana
| # | Fecha              | Lugar                    | Oponente  | Gol | Resultado | Competición |
| - | ------------------ | ------------------------ | --------- | --- | --------- | ----------- |
| 1 | 1 de enero de 1923 | Ciudad de México, México | Guatemala | 1–0 | 3–2       | Amistoso    |
| 2 | 7 de enero de 1923 | Ciudad de México, México | Guatemala | 1–0 | 4-1       | Amistoso    |